# Nomada rubiginosa
Nomada rubiginosa är en biart som beskrevs av Pérez 1884. Nomada rubiginosa ingår i släktet gökbin, och familjen långtungebin. Inga underarter finns listade i Catalogue of Life.